# Kaskakia
Kaskakia is een geslacht van weekdieren uit de klasse van de Gastropoda (slakken).

## Soort
- Kaskakia khorrasanensis Glöer & Pešić, 2012